# 张秉贵纪念馆
39°54′44″N 116°24′16″E / 39.91234°N 116.40441°E

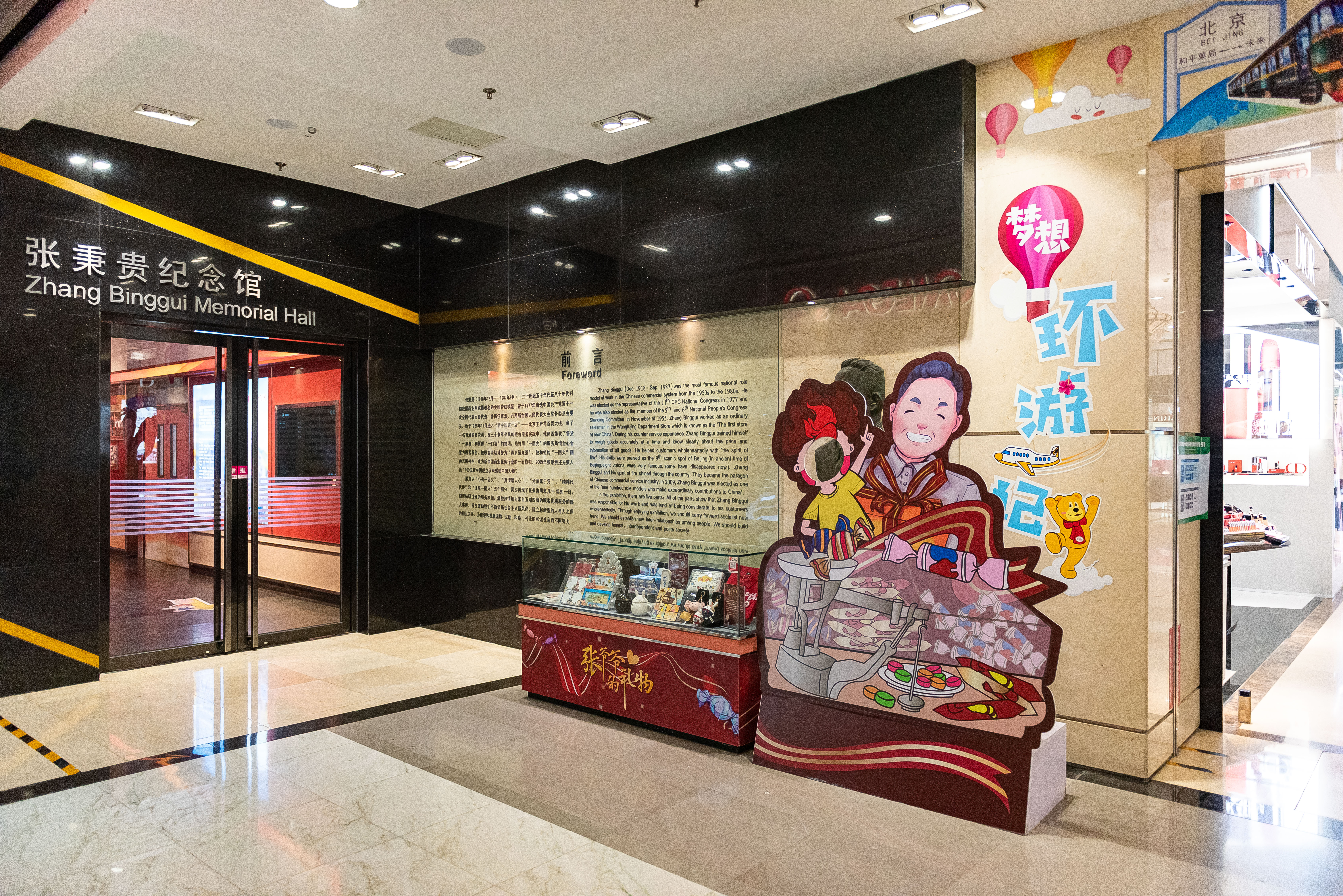
位于北京市百货大楼北区东南角的纪念馆入口

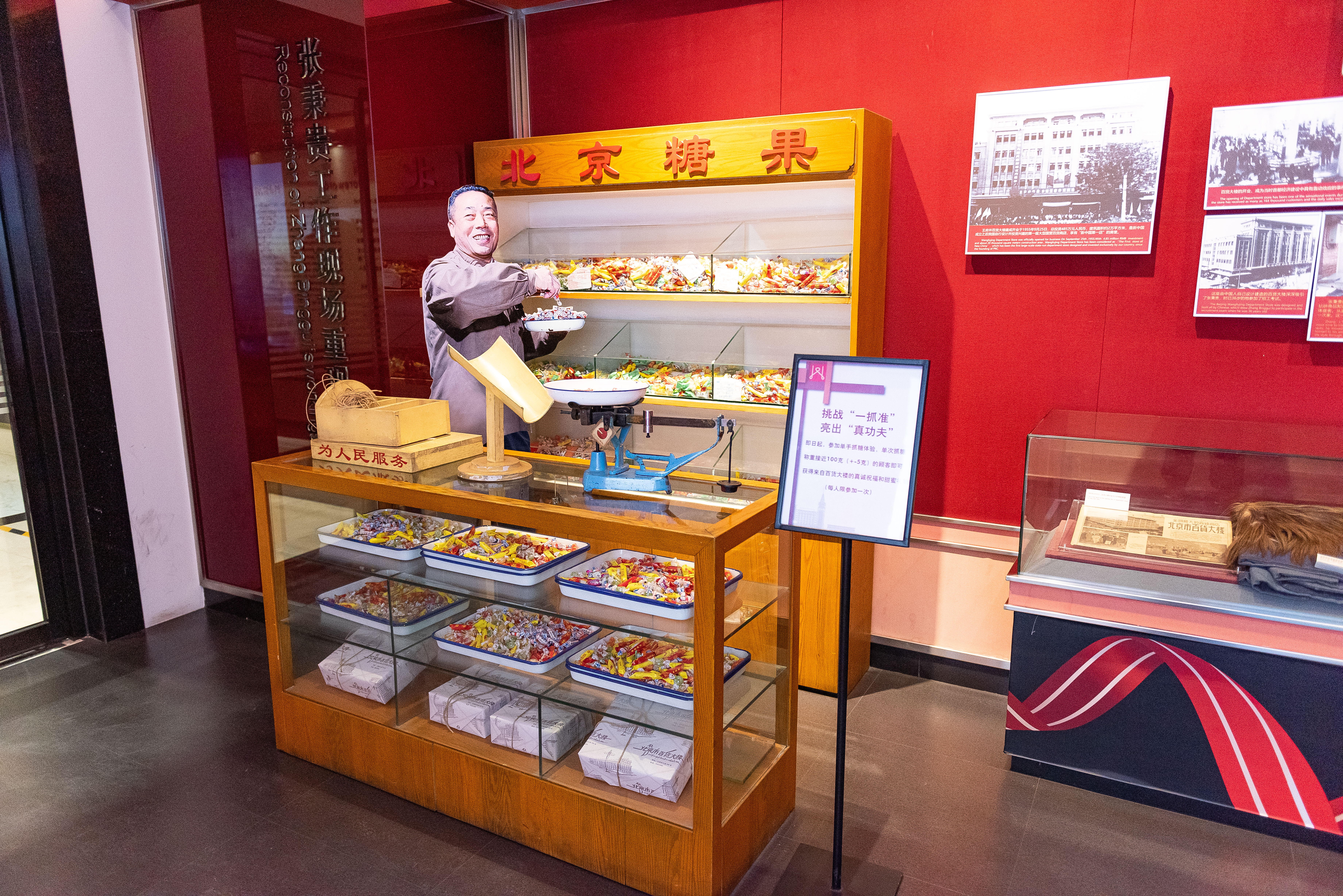
纪念馆内的抓糖场景重现

张秉贵纪念馆位于中国北京市东城区王府井大街255号的北京市百货大楼一层，纪念全国劳动模范张秉贵。

## 简介及歷史革沿
张秉贵（1918年－1987年）是北京市百货大楼售货员。他练就了售货“一抓准”、算账“一口清”的绝活，以“一团火”的精神为顾客服务。
2009年，张秉贵入选“100位新中国成立以来感动中国人物”。
2011年10月11日，张秉贵纪念馆开馆。这是北京市第一座商业系统劳动模范纪念馆。纪念馆分为“心有一团火”、“真情暖人心”、“光荣属于党”、“精神代代传”、“燃旺一团火”五个部分，展出了50余件实物及大量照片。展品中包括张秉贵使用了20年的盘子秤，印有“劳动模范”字样的绸子胸标，张秉贵1987年最后一次站柜台表演绝活时的照片。该纪念馆长年开放，免费参观。